# 사샤 (가수)
사샤는 대한민국의 댄서 출신 가수다. 가수로는 2022년에 데뷔했다.

## 방송
- 쇼킹 나이트 (2023) - Top28

## 음반
- Pop-Kon 2nd (2016)
- Gunner (2022)
- Fisherman (2022)
- iPod NANO (2023)
- Good Night, Starry Night (2023)